# Любо Зафиров
Любо Зафиров (на македонска литературна норма: Љубо Зафиров) е югославски партизанин и политик от Народна Република Македония.

## Биография
Роден е в град Велес. Командир е на Козячкия народоосвободителен партизански отряд, който е разбит от български военни части и полиция на 17 октомври 1941 г. Влиза във Велешко-прилепския народоосвободителен партизански отряд „Димитър Влахов“ и е ранен при битка с велешката контрачета през декември 1942 г. На 14 ноември 1949 година е назначен за министър на комуналните работи и стопанството в третото правителство на Народна република Македония.
Кмет е на Велес от 1951 до 1953 година.